# Luis de León y Cataumber
Luis Sebastián de León y Cataumber, duque de Denia (4 de marzo de 1835-17 de septiembre de 1904), fue un político y militar español.

## Biografía
Nacido 4 de marzo de 1835, de joven ingresó al ejército y llegó al grado de capitán de caballería. Después se casó con Ángela Pérez de Barradas y Bernuy, duquesa de Denia y fue diputado al Congreso del Partido Liberal por el distrito electoral de Sort en las elecciones generales de 1881, 1884, 1886, 1891 y 1893. También fue senador por la provincia de Zamora entre 1888 y 1889, por la de Barcelona entre 1896 y 1898, y después senador vitalicio desde 1898. Fue miembro del Consejo Superior de Agricultura, Industria y Comercio. Falleció el 17 de septiembre de 1904.